# Galeola
Galeola é um género botânico pertencente à família das orquídeas, composto por seis espécies que ocorrem na Indochina, Malásia, Indonésia e Filipinas, do nível do mar a 1.700 metros de altitude, geralmente em áreas abertas próximas a material em decomposição, pois trata-se de gênero de plantas saprófitas que vivem em estreita simbiose com o fungo micorriza. Reputam-se serem as maiores plantas saprófitas existentes. Não possuem folhas nem clorofila, e apoiam-se em arbustos hospedeiros por meio de raízes que brotam dos nós de seus caules avermelhados. Distinguem-se do gênero morfologicamente mais próximo, Erythrorchis, por suas flores que são externamente pubescentes, as do último são lisas. Suas sementes são aladas. Estudos moleculares demonstram que seu parente evolutivo mais próximo é Cyrtosia e que algumas das espécies hoje consideradas parte de Galeola deveriam na realidade ser classificadas em Cyrtosia, por exemplo a Galeola faberi e a Galeola lindleyana. Sua espécie mais comum é a Galeola nudifolia.

## Espécies
1. Galeola cathcartii Hook.f., Fl. Brit. India 6: 89 (1890)
2. Galeola faberi Rolfe, Bull. Misc. Inform. Kew 1896: 200 (1896)
3. Galeola falconeri Hook.f., Fl. Brit. India 6: 88 (1890)
4. Galeola humblotii Rchb.f., Flora 68: 378 (1885)
5. Galeola lindleyana (Hook.f. & Thomson) Rchb.f., Xenia Orchid. 2: 78 (1865)
6. Galeola nudifolia Lour., Fl. Cochinch.: 520 (1790).